# Revenge (2000)
Revenge is een Canadees-Amerikaanse thriller uit 2000 onder regie van Marc S. Grenier met in de hoofdrollen Alexandra Paul, Anthony Michael Hall en Michelle Johnson.

## Verhaal
Laura Underwood is een aantrekkelijke maar geharde politierechercheur die door haar gevaarlijke job nooit een stabiele relatie heeft kunnen opbouwen. Wanneer ze besluit een reünie van haar middelbare school bij te wonen, hoopt ze haar oude liefde Brian terug te zien.
De reünie krijgt echter een sinistere wending wanneer meerdere oud-klasgenoten op mysterieuze wijze om het leven komen door schijnbaar toevallige ongelukken. Laura voelt meteen dat dit geen samenloop van omstandigheden kan zijn en vermoedt dat er een moordenaar actief is. Gaandeweg ontdekt ze dat de dader een vrouw is. Vanaf dat moment moet ze alles op alles zetten om de moordenares te ontmaskeren voordat er opnieuw slachtoffers vallen.

## Rolverdeling
| Acteur               | Personage        |
| -------------------- | ---------------- |
| Alexandra Paul       | Laura Underwood  |
| Vlasta Vrana         | Dan McCartney    |
| Anthony Michael Hall | Brian Cutler     |
| Michelle Johnson     | Vicky Mayerson   |
| David Byron Elkin    | Tom Jenkins      |
| Allen Altman         | Gary Heller      |
| Edward Yankie        | Ron Jeffers      |
| Eric Davis           | Scotty Flannigan |
| Andrew Simms         | Jimmy Jaworski   |
| Jennifer Morehouse   | Kelly Vandermeer |
| Emidio Michetti      | Sam              |
| Rebecca Dewey        | Rose             |
| Sarah Edmondson      | Young Vicky      |
| Babs Gadbois         | School Secretary |
| Serge Houde          | Surgeon          |
| Annabelle Torsein    | Rita             |
| Jennifer Marcil      | Gina             |
| Maxine Guess         | Receptionist     |
| Michel Perron        | Officer Meyers   |
| Mickey Toft          | Young Boy        |
| Tanja Reichert       | TV Reporter      |